# Falmouth Docks
 Falmouth Docks – stacja kolejowa w mieście Falmouth, w hrabstwie Kornwalia. Stacja leży na linii kolejowej Maritime Line. Jest stacją czołową, ostatnią stacją na tej linii. Znajduje się na południu miasta.

## Ruch pasażerski
Stacja obsługuje ok. 123 554 pasażerów rocznie (dane za rok 2021/2022). Posiada połączenie z Truro i linią Cornish Main Line. 

## Obsługa pasażerów
Kasy biletowe, automat biletowy, informacja kolejowa, WC, przystanek autobusowy, postój taksówek.